# 志村多様体
志村多様体（Shimura variety）とは代数多様体であってモジュラー曲線の高次元化とみなせるような整数論で重要な対象である。有理数体上の簡約代数群の合同部分群(congruence  subgroup)によるエルミート対称空間(Hermitian symmetric space)の商として定義される。ヒルベルトモジュラ曲面やジーゲルモジュラ多様体は志村多様体の例である。
志村多様体ははじめ志村五郎により虚数乗法論の一般化の中で導入された。志村は解析的に定義されたその多様体が数論的な対象であることを示した。すなわち、志村多様体は反射体とよばれる数体の上定義される。1970年代に、ピエール・ドリーニュ(Pierre Deligne)は、志村の仕事の公理的なフレームワークを作り出した。同時期にロバート・ラングランズ(Robert Langlands)は、ラングランズ・プログラムの文脈において、モチーフ的L-函数(Motivic L-function)と保型形式のL-函数の対応のある例を志村多様体が作り上げることに注目した。志村多様体のコホモロジーの中に現れる保型形式は、一般的な保型形式よりも研究しやすい。たとえば、保型形式に対応するガロア表現を構成することができる。

## 定義

### 志村データ
S = ResC/R Gm を複素数から実数への乗法群のヴェイユの制限(Weil restriction)とする。これは実代数群であり、群は R-点で、S(R) は C* で、C-点の群は C*×C* である。志村データ(Shimura datum)は、有理数体 Q 上で定義された簡約代数群 G と、次の公理を満たす群準同型 h: S → GR の G(R)-共役類 X からなるペア (G, X) である。
- X の任意の h でウェイト(weight)が (0,0), (1,−1), (−1,1) のものは、gC の中にある、つまり、複素化された G のリー代数は下記の直和に分解する。

{\displaystyle {\mathfrak {g}}\otimes \mathbb {C} ={\mathfrak {k}}\oplus {\mathfrak {p}}^{+}\oplus {\mathfrak {p}}^{-},}
ここに、任意の z ∈ S に対して、h(z) は最初の加える数に自明に作用し、{\displaystyle z/{\bar {z}}} (それぞれ {\displaystyle {\bar {z}}/z}）を通して第二の（第三の）加える数（第三の和）へそれぞれ作用する。
- h(i) の随伴作用はカルタン対合（英語版）(Cartan involution)を GR の随伴群上に引き起こす。

- GR の随伴群は、H 上で h の射影が自明となるような Q 上に定義された要素 H を持たない。

これらの公理から X は一意な複素多様体の構造（離散的でもよい）を持ち、全ての表現 ρ: GR → GL(V) に対して、族 (V, ρ ⋅ h) がホッジ構造の正則な族をなし、さらに、ホッジ構造の変形を形成し、X はエルミート対称空間(hermitian symmetric domain)の有限個の合併となることを示すことができる。

### 志村多様体
Aƒ を Q のアデール環とする。十分に小さなコンパクトな G(Aƒ) の開部分集合 K に対して、両側コセット空間
{\displaystyle Sh_{K}(G,X)=G(\mathbb {Q} )\backslash X\times G(\mathbb {A} _{f})/K}
は、Γ \ X+ の形をした局所対称多様体の有限個の合併である。ここに、プラスの添字は連結成分を表している。多様体 ShK(G,X') は複素代数多様体で、それらは十分に小さなコンパクト開部分空間 K のすべてに対し、函手として逆極限を形成する。この逆極限
{\displaystyle (Sh_{K}(G,X))_{K}}
は、自然に右作用 G(Aƒ) が作用する。これを志村データ (G, X) に関する志村多様体といい、Sh(G, X) で表す。

## 歴史
エルミート対称空間の特別なタイプと合同群 Γ に対し、{\displaystyle \Gamma \backslash X=Sh_{K}(G,X)} の形の代数多様体とそのバイリー・ボレルのコンパクト化(Baily–Borel compactification)は、1960年代に一連の志村五郎の論文で導入された。後日、彼のモノグラフとして出版されているが、志村のアプローチは、虚数乗法論の相反法則の最大限の一般化を追求する研究で、現象的にも広い範囲に及ぶ。時代は遡るが、「志村多様体」と言う命名はピエール・ドリーニュ(Pierre Deligne)が導入し、彼は志村理論の中で独立した抽象的な形をしている部分の研究を推し進めた。ドリーニュの定式化では、志村多様体はホッジ構造のあるタイプのパラメータ空間である。このようにして、彼らは、レベル構造を持つ楕円曲線のモジュライ空間がそうであったように、モジュラ曲線の自然に高次元への一般化を作り出した。多くの場合、志村多様体が解であるようなモジュライ問題は同一視することができる。

## 例
F を総実な数体とし、D を F 上の四元数の斜体とする。乗法群 D× は標準的な志村多様体を引き起こす。その次元 d は D が分解する無限の座(place)の数である。特に、d = 1 （例えば、F = Q や D ⊗ R ≅ M2(R)）のとき、D× の十分小さな算術的部分群(arithmetic subgroup)を固定すると、志村曲線を得ることができ、この構成から得られる曲線は既にコンパクトである（すなわち、射影的）。
明らかに方程式が知られている志村曲線の例は、以下の括弧の中の種数のフルヴィッツ曲線(Hurwitz curve)である。
- クラインの4次曲面（英語版）(Klein quartic) (種数 3)
- マクベス曲面（英語版）(Macbeath surface) (種数 7)
- 第一フルヴィッツトリプレット曲面（英語版）(First Hurwitz triplet) (種数 14)

と、次数 7 のフェルマー曲線(Fermat curve)である。
志村多様体の他の例は、ピカールモジュラ曲面(Picard modular surface)やヒルベルト・ブレメンタール多様体(Hilbert–Blumenthal varieties)がある。

## 標準モデルと特殊点
各々の志村多様体は、反射体と言われる標準的な数体 E の上に定義することができる。志村多様体は解析的に（すなわち複素多様体として）定義されるが、このことから数論的な重要性を持っていることが示唆される。志村多様体は相互法則の志村による定式化の出発点を形成し、そこで特殊点とよばれる点が数論的に重要な役割を担う。
志村多様体上の特殊点の集合のザリスキー閉包の性質は、アンドレ・オールト予想(André-Oort conjecture)により記述される。一般化されたリーマン予想を前提として、条件付きの結果としてこの予想が得られる。

## ラングランズプログラムの中の役割
志村多様体はラングランズ・プログラムの中で際立った役割を果たす。典型的な定理として、アイヒラー・志村の合同関係式があり、これはモジュラー曲線のハッセ・ヴェイユのゼータ函数が、明示的にあたえられるウェイト 2 のモジュラ形式のL-函数の積であることを意味している。実際、この定理の一般化の過程で、志村五郎はこの多様体を導入し、彼の相反法則を証明した。他の数体上の群 GL2およびその内部形式（つまり四元数の乗法群）からさだまる志村多様体のゼータ函数は、アイヒラー(Eichler)、志村、久賀、伊原により研究された。彼らの結果を基礎として、ロバート・ラングランズ(Robert Langlands)は次の予想を立てた。ある数体上に定義された任意の代数多様体 W のハッセ・ヴェイユのゼータ函数は、保型形式のL-函数の積となるのではないだろうか、すなわち、保型表現の集まりから発生するはずである。しかし、このタイプの記述は哲学的な性質であるが、W が志村多様体のときは証明されている。 ラングランズのことばから引用する。
| 「 | 志村多様体に付随する全てのL-函数が - 従って、志村多様体によって定義されたモチーフが、- [彼の1970年の論文の意味での]保型形式のL-函数で表現可能であるということは、全てのモチーフのL-函数が保型形式のL-函数であるということを示すことに比べ、格段に弱い。しかも、より強い命題は、そこでは、有効であると期待されているにもかかわらず、今まで私の知る限り、全てのモチーフのL-函数が志村多様体にひもづけられていると期待する理由は見当たらない。 | 」 |